# ExtendedancEPlay
ExtendedancEPlay är en EP av det brittiska rockbandet Dire Straits, utgiven den 14 januari 1983.
Albumet är okarakteristiskt för Dire Straits vanligen långsammare bluesrock, och de flesta låtarna har uppåttempo. Samtliga låtar är komponerade av Mark Knopfler.

## Låtförteckning
1. "Twisting by the Pool" – 3:28
2. "Badges, Posters, Stickers and T-Shirts" – 4:47 (endast USA-utgåvan)
3. "Two Young Lovers" – 3:22
4. "If I Had You" – 4:15